# Un uomo perbene
Un uomo perbene è un film del 1999 diretto da Maurizio Zaccaro.

## Trama
Nel giugno 1983 il giornalista e presentatore televisivo Enzo Tortora venne arrestato con l'accusa di traffico di stupefacenti e di appartenenza alla camorra sulla base della testimonianza di due pentiti. Solo dopo tre anni di incessante lotta per dimostrare la propria innocenza, Enzo Tortora venne assolto in appello.

## Riconoscimenti
- 2000 – David di Donatello
  - Miglior attore non protagonista a Leo Gullotta
- 2000 – Nastro d'argento
  - Miglior soggetto a Silvia Tortora